# Men at Work (série télévisée)
Pour les articles homonymes, voir Men at Work.
Men at Work est une série télévisée américaine comique en trente épisodes de 22 minutes créée par Breckin Meyer et diffusée entre le 24 mai 2012 et le 12 mars 2014 sur la chaîne TBS. La série met en scène les relations personnelles et professionnelles d'un groupe d'amis qui travaillent ensemble pour « Full Steam Magazine ».
La série est inédite dans tous les pays francophones.

## Synopsis
Quatre copains travaillent ensemble au sein du Full Steam Magazine. L'un d'eux, Milo Foster, se retrouve célibataire après avoir été trompé par sa petite amie, mais ses amis lui jurent de le remettre sur les rails avec de bonnes fêtes en perspective. Gibbs est un bel homme ayant un grand succès auprès des femmes. Il s'agit d'un photographe et travailler avec ses copains est un avantage. Tyler Mitchell est, lui, un écrivain dont le style d’écriture donne une sophistication au groupe. Neal, un peu timide et ringard, travaille en tant que journaliste. Il est le seul du groupe à avoir une petite-amie, Amy Jordan, qui est aussi la propriétaire du magazine. Les quatre amis se serrent les coudes pour le travail, l’amitié et les femmes.

## Distribution

### Acteurs principaux
- Danny Masterson : Milo Foster
- Michael Cassidy : Tyler Mitchell
- Adam Busch : Neal Bradford
- James Lesure : Gibbs
- Meredith Hagner (en) : Amy Jordan (régulière saisons 1 et 2 - récurrente saison 3)

### Acteurs secondaires
- J. K. Simmons : P.J. Jordan
- Amy Smart : Lisa (saison 1)
- Joel David Moore : Doug (saisons 1 et 2)
- Marsha Thomason : Selena (saisons 2 et 3)
- Peri Gilpin : Alex Turner (saison 2)
- Sarah Wright : Molly (saison 2)
- Kelen Coleman : Jude Cavanaugh (saison 3)
- David Krumholtz : Myron Sterbaskov (saison 3)

## Fiche technique
- Titre original : Men at Work
- Création : Brekin Meyer
- Réalisation : Mark Cendrowski, James Widdoes
- Scénario :
- Direction artistique : Matthew Carey
  - Décorateur de plateau : GErin Boyd
- Costumes : Pamela Withers
- Photographie :
- Montage : Steven Sprung
- Musique : John Swihart
- Casting : Gayle Pillsbury, Bonnie Zane
- Production :
  - Production exécutive : Breckin Meyer, Julia Franz
- Sociétés de production : Sony Pictures Television, FanFare Productions
- Société de distribution (télévision) : TBS
- Lieux de tournage: Sony Pictures Studios - 10202 W. Washington Blvd., Culver City, Californie, USA
- Pays d'origine :  États-Unis
- Langue originale : anglais
- Format : Couleur - 1,78 : 1 - son Dolby Digital
- Genre : dramatique, Comédie
- Durée : 22 minutes

Source : IMDb

## Épisodes

### Première saison (2012)
La première saison est diffusée entre le 24 mai 2012 et le 12 juillet 2012. 
1. titre français inconnu (Pilot)
2. titre français inconnu (Milo Full of Grace)
3. titre français inconnu (Devil's Threesome)
4. titre français inconnu (Heterotextual Male)
5. titre français inconnu (Toilet of Eden)
6. titre français inconnu (Crazy for Milo)
7. titre français inconnu (Plan B)
8. titre français inconnu (Wake and Bake)
9. titre français inconnu (Inventing Milo)
10. titre français inconnu (Super Milo)

### Deuxième saison (2013)
Le 27 juin 2012, la série a été renouvelée pour une deuxième saison de dix épisodes diffusée entre le 4 avril 2013 et le 6 juin 2013.
1. titre français inconnu (Missed Connections)
2. titre français inconnu (Will Work for Milo)
3. titre français inconnu (The New Boss)
4. titre français inconnu (Downshift)
5. titre français inconnu (The Good, the Bad & the Milo)
6. titre français inconnu (Tyler the Pioneer)
7. titre français inconnu (Uncle Gibbs)
8. titre français inconnu (The Gibbs-orcism)
9. titre français inconnu (Long Distance Tyler)
10. titre français inconnu (Weekend at PJ's)

### Troisième saison (2014)
Le 20 août 2013, la série a été renouvelée pour une troisième saison de dix épisodes diffusée à partir du 15 janvier 2014.
1. titre français inconnu (Pre-Posal)
2. titre français inconnu (Post-Posal)
3. titre français inconnu (Holy New Boss!)
4. titre français inconnu (I Take Thee, Gibbs)
5. titre français inconnu (Gigo-Milo)
6. titre français inconnu (Hi, Jude)
7. titre français inconnu (Molly)
8. titre français inconnu (Suburban Gibbs)
9. titre français inconnu (Jude Awakening)
10. titre français inconnu (Odd Milo Out)

## Commentaire
Le 11 mai 2014, la série est officiellement annulée.